# Sdour djedj
Le sdour djedj est un gratin au poulet traditionnel algérien.

## Description
Il s'agit d'un gratin au poulet et aux œufs utilisant la technique des deux cuissons, savoir-faire culinaire algérien servant à l'élaboration des gratins, jadis en Algérie, et qui perdure encore aujourd'hui : la première cuisson se fait en sauce dans une cocotte, la seconde au four. Son nom arabe se traduit en français par « poitrine de poulet ».